# Szabó Iván (szobrász)
Szabó Iván (született: Szabó Iván Jenő Lajos Tihamér) (Budapest, 1913. július 1. – Budapest, 1998. február 11.) magyar szobrászművész.

## Életpályája
Szabó Jenő műépítész és Török Lídia gyermekeként született. 1933 és 1934 között a budapesti Királyi Magyar Tudományegyetem Közgazdaságtudományi Karán, majd 1934 és 1939 között a Magyar Képzőművészeti Főiskolán tanult. Tanárai Kerényi Jenő, Bory Jenő és Tar István voltak, mestere pedig Medgyessy Ferenc, akinek a műtermében dolgozott. 1939-től a Százados úti művésztelep tagja. 1934-ben csatlakozott a Szocialista Képzőművészek Csoportjához. 1939. július 28-án Budapesten házasságot kötött Gábor Móric festőművész és Bessenyei Ilona lányával, Ilonával. 1942-től a Képzőművészek Új Társasága tagja volt. Aktívan táncolt, külföldre járt az 1930-as évektől. A Muharay, majd 1948-tól a Honvéd Népi Együttes vezetője, koreográfusa volt. 1949 és 1952 között a Magyar Képzőművészek és Iparművészek Szövetsége főtitkára, majd elnökségi tagja volt. 1950 és 1981 között a Magyar Képzőművészeti Főiskola tanáraként működött. 1954-ben alapítója a mártélyi főiskolai telepnek. 1954-től a Vásárhelyi Őszi Tárlatok szervezője volt [Almási Gy. Bélával]. 1982-ben és 1986-ban a nyíregyháza-sóstói, 1985-től a mezőtúri telep munkájában vett részt. Tagja volt a Gulácsy Társaságnak.

## Művészete, stílusa
Medgyessynél tanult meg az agyaggal, kővel dolgozni. Akárcsak Medgyessy, ő is a paraszti szépségideált emelte fel művészetével. A kő, a fa és a bronz mellett kedvelt anyaga a kerámia. Mesélő kedvét és balladai tömörítő hajlamát egyaránt kifejezte fa-sztéléin. Kerámiát Vásárhelyen kezdett készíteni (tálak, korsók). Az érmészettel az 1960-as évektől foglalkozott intenzíven. Emléket állított eszményképeinek (Munkácsy, Tornyai, Rudnay), növendékei érdeklődését is e téma felé fordította.

## Díjai, elismerései
- Bolgár Népi Érdemrend (1948)
- Munkácsy-díj (1949; 1954)
- Munka Érdemrend (1955)[7]
- Tornyai-plakett (1956)
- Bartók-plakett (1960)
- SZOT-díj (1964)
- Érdemes művész (1967)[8]
- Kiváló művész (1970)[9]
- Munka Érdemrend arany fokozata (1973)[10]
- Szocialista Magyarországért Érdemrend (1981)[11]

## Egyéni kiállításai
- 1941 • Műbarát

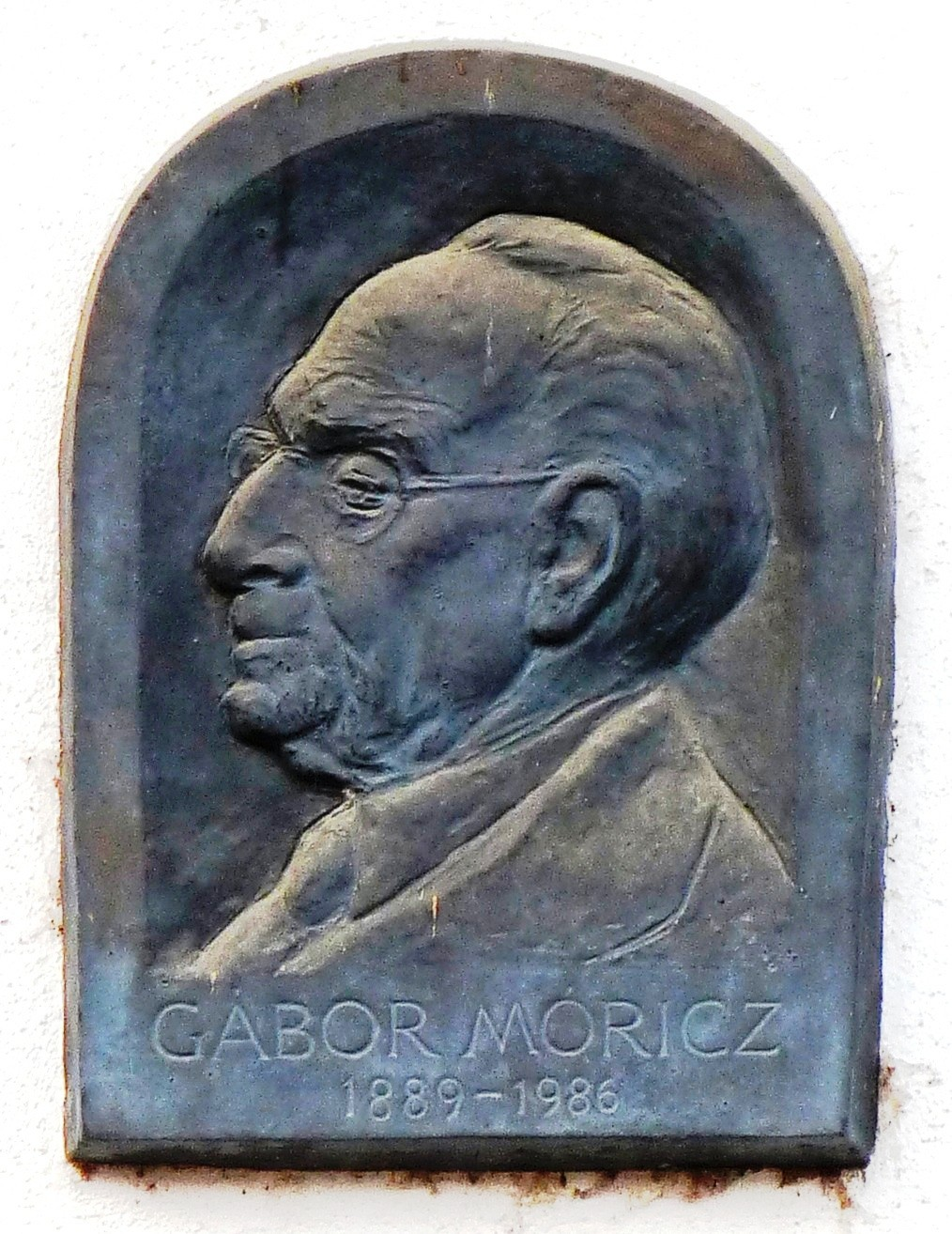
Gábor Móric emléktáblája Budapest VIII. kerületében

- 1946 • Szabadszervezet I. székh., (kat.), Budapest
- 1948 • Fényes Adolf Terem, Budapest [Szentiványi Lajossal]
- 1957 • Műcsarnok, Budapest • Tornyai János Múzeum, Hódmezővásárhely (kat.)
- 1965 • Déri Múzeum, Debrecen
- 1967 • Műcsarnok, Budapest • Móra Ferenc Múzeum, Szeged
- 1968 • Bécs
- 1969 • Janus Pannonius Múzeum, Pécs (kat.)
- 1970 • Kulturális Kapcsolatok Intézete (kat.)
- 1971 • Tornyai János Múzeum, Hódmezővásárhely
- 1972 • Déri Múzeum, Debrecen
- 1973 • Urbino • Málta
- 1975 • Fém és cserép kiállítás, Medgyessy Terem, Hódmezővásárhely
- 1976 • Fővárosi Művelődési Ház, Budapest
- 1979 • Tornyai János Múzeum, Hódmezővásárhely
- 1981 • Jósa András Múzeum, Nyíregyháza
- 1982 • Déri Múzeum, Debrecen
- 1983 • Vigadó Galéria, Budapest (gyűjt. kat.)
- 1985 • Tornyai János Múzeum, Hódmezővásárhely
- 1991 • Gulácsy Galéria, Budapest [Bencze Lászlóval]
- 1993 • Ráday Múzeum, Kecskemét • Gulácsy Galéria, Budapest
- 1995 • Jósa András Múzeum, Nyíregyháza (gyűjt. kat.)
- 1996 • Déri Múzeum, Debrecen.

## Válogatott csoportos kiállításai
- 1946 • Rippl-Rónai Társaság kiállítása, Magyar Képzőművészekért, Budapest
- 1948 • Stockholmi magyar kiállítás, Stockholm • Száz magyar művész alkotásai, Fővárosi Képtár, Budapest • Magyar Grafika 100 éve, Budapest
- 1950-től • Magyar Képzőművészeti kiállítások, Műcsarnok, Budapest
- 1954-től évente • Vásárhelyi Őszi Tárlatok, Tornyai János Múzeum, Hódmezővásárhely
- 1966 • Magyar szobrászat 1920-45. A huszadik század magyar művészete, Csók Képtár, Székesfehérvár
- 1969, 1974, 1991 • II., IV., XII. Országos Kisplasztikai Biennálé, Pécs
- 1974-től • Balatoni nyári tárlatok
- 1975 • III. Nemzetközi Szobrász Biennálé, Budapest • Olasz ösztöndíjasok kiállítása, Perugia
- 1976-tól • Szegedi és debreceni nyári tárlatok
- 1978 • Magyar szobrászat, Műcsarnok, Budapest
- 1982, 1986 • Nyíregyháza-sóstói művésztelep kiállításai, Nyíregyháza
- 1993 • Modern magyar éremművészet a Magyar Nemzeti Galéria gyűjteményéből, Magyar Nemzeti Galéria, Budapest
- 1994 • FIDEM '94, Dorottya u. Galéria, Budapest
- 1997 • Pataky Galéria, Budapest

## Köztéren látható művei

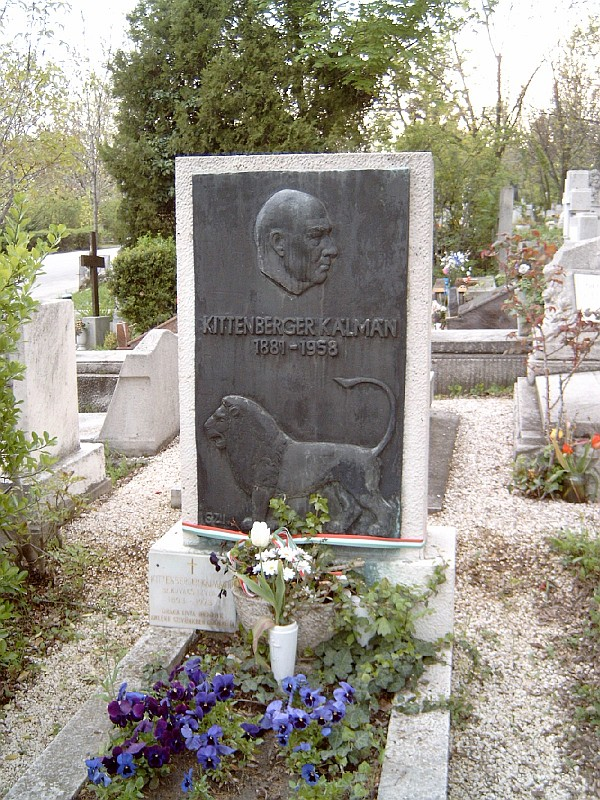
Kittenberger Kálmán sírja Budapesten. Farkasréti temető: 30/1-3-1. Szabó Iván alkotása.

- Centenáriumi emléktábla (kődombormű, 1948, HM)
- Bolgár hősök emlékműve (1950, Harkányfürdő)
- Dombormű (1951, a Phylaxia gyár oldalán)
- Sportlovasnő (alumínium, 1954, a Mezőgazdasági kiállításon, majd Kiskunhalason)
- Arab ló (bronz, 1956, Bábolna)
- Népi táncosok (alumínium, 1956, Népstadion)
- Gerelyes lány (bronz, 1958, Vasas pálya)
- Anya gyermekkel (mészkő, 1960, Hódmezővásárhely)
- Petőfi (kő fülkeszobor, 1961, Debrecen, Csokonai Színház)
- Leányalak (1962, Gödöllő, Ganz Áramszolgáltató)
- Fekvő nő (1962, Zalaegerszeg, kórház)
- Kinizsi (lovasszobor, 1964, Nagyvázsony)
- Éneklő lány (1964, Kecskemét, Zenegimnázium)
- Leány almával (kő, 1964, Nyíracsád)
- kétalakos kompozíció (1965, Kalocsa, autóbusz pu.)
- Tavasz (ruskicai márvány, 1967, Filmlabor)
- Babits Mihály (vörösmárvány portré, 1965, Budai vár)
- Játszó csikók (bronz, 1971, Hódmezővásárhely)
- Krúdy Gyula (relief, Várpalota)
- Kuruc (sztélé, 1967, Lébénymiklós)
- Budai önkéntes ezred emlékműve (bronz dombormű, 1967, Vérmező)
- Írókázó nő (haraszti mészkő, 1967, Pécsvárad, Gimnázium)
- Oláh Gábor (bronz emléktábla, 1968, Debrecen)
- Tinódi-emlékmű (bronz, 1970, Sárvár)
- Lenin (mészkő, 1970, Hódmezővásárhely, 1991-ben elmozdítva)
- Játszó csikók (bronz, 1971, Hódmezővásárhely)
- Játszó kecske (1971, Csepel)
- Kádár Béla (bronz portré, 1977, Budapest, Bródy S. utca)
- Penza emlékmű (1975, Békéscsaba)
- Rábai Miklós (mellszobor, 1976, Állami Népiegyüttes palotája)
- Medgyessy Ferenc (bronz emléktábla, 1981, Százados úti műterem)
- Petőfi, Kinizsi (utcanév táblák, 1960, Hódmezővásárhely)
- Kodály Zoltán és Bethlen Gábor (bronz reliefek, utcanév táblák, 1986, Nyíregyháza)
- Hont Ferenc, Réti József, Muharay Elemér, Hadnagy László, Kittenberger Kálmán  síremlékei, 1970-1980 között, Farkasréti temető)
- Bicinia (kő, 1980, Budapest, Bogdánffy u. Iskola)
- Térdeplő nő (ruskicai márvány, 1983, Budakeszi út 51.).

## Művei közgyűjteményekben
- Déri Múzeum, Debrecen
- Jósa András Múzeum, Nyíregyháza
- Magyar Nemzeti Galéria, Budapest
- Szombathelyi Képtár, Szombathely
- Tornyai János Múzeum, Hódmezővásárhely.